# H.P. Baxxter
Hans Peter Geerdes (n. 16 de marzo de 1964, Leer, Alemania) o más conocido por su nombre artístico H.P. Baxxter, es un músico, cantante y el líder del grupo de techno alemán Scooter. Él fundó Scooter con su amigo Rick J. Jordan en 1994.

## Biografía
Baxxter estudió derecho durante un semestre, sin embargo, completó un aprendizaje como comprador en comercio mayorista y exterior. A raíz de esto, ocupó un puesto de trabajo en un sello discográfico.
Antes de Scooter, Baxxter fundó la banda Celebrate the Nun, junto con Rick J. Jordan.
El 6 de mayo de 2006, se casó con su novia Simone.
Baxxter se unió con Guildo Horn, Jeanette Biedermann, Sylvia Kollek y Tobias Künzel en el jurado alemán para el Festival de la Canción de Eurovisión 2009.
En 2012, el perteneció al programa X Factor en Alemania como parte del jurado.
El 25 de enero de 2013 lanzó su primer sencillo en solitario Who The Fuck Is H.P. Baxxter?